# Favorite (アルバム)
『favorite』（フェイバリット）は、2008年2月6日に OTOTOY/g-strings recordsからリリースされた加藤いづみ初のカバー・アルバム。

## 解説
吉田拓郎、松任谷由実、中島みゆき、安全地帯、槇原敬之など1960年代から1990年代の名曲をカバーしている。

## 収録曲
1. 中央線
  - 作詞・作曲：MIYA
  - THE BOOMが1996年6月21日に発表した19thシングルのカバー
2. 風をあつめて
  - 作詞：松本隆  作曲：細野晴臣
  - はっぴいえんどが1971年11月20日に発表した2ndアルバム『風街ろまん』収録曲のカバー
3. 初恋
  - 作詞・作曲：村下孝蔵
  - 村下孝蔵が1983年2月25日に発表した5thシングルのカバー
4. 赤い花白い花
  - 作詞・作曲：中林三恵
5. 地球はメリーゴーランド
  - 作詞：山上路夫  作曲：日高富明
  - ガロが1972年2月10日に発表した2ndシングルのカバー
6. どんなときも。
  - 作詞・作曲：槇原敬之
  - 槇原敬之が1991年6月10日に発表した3rdシングルのカバー
7. 守ってあげたい
  - 作詞・作曲：松任谷由実
  - 松任谷由実が1981年6月21日に発表した17thシングルのカバー
8. この空を飛べたら
  - 作詞・作曲：中島みゆき
  - 加藤登紀子が1978年3月10日に発表した28thシングルのカバー
9. フレンズ
  - 作詞：Nokko  作曲：土橋安騎夫
  - レベッカが1985年10月21日に発表した4thシングルのカバー
10. 悲しみにさよなら
  - 作詞：松井五郎  作曲：玉置浩二
  - 安全地帯が1985年6月25日に発表した9thシングルのカバー
11. 恋はみずいろ
  - 作詞：ピエール・クール  作曲：アンドレ・ポップ
  - 1967年に発表されたヨーロッパのポピュラー・ソングのカバー
12. 今日までそして明日から
  - 作詞・作曲：吉田拓郎
  - 吉田拓郎が1971年7月21日に発表した3rdシングルのカバー
13. 見上げてごらん夜の星を
  - 作詞：永六輔  作曲：いずみたく
  - 伊藤素道とリリオ・リズム・エアーズ同名ミュージカルの主題歌